# 釣鐘

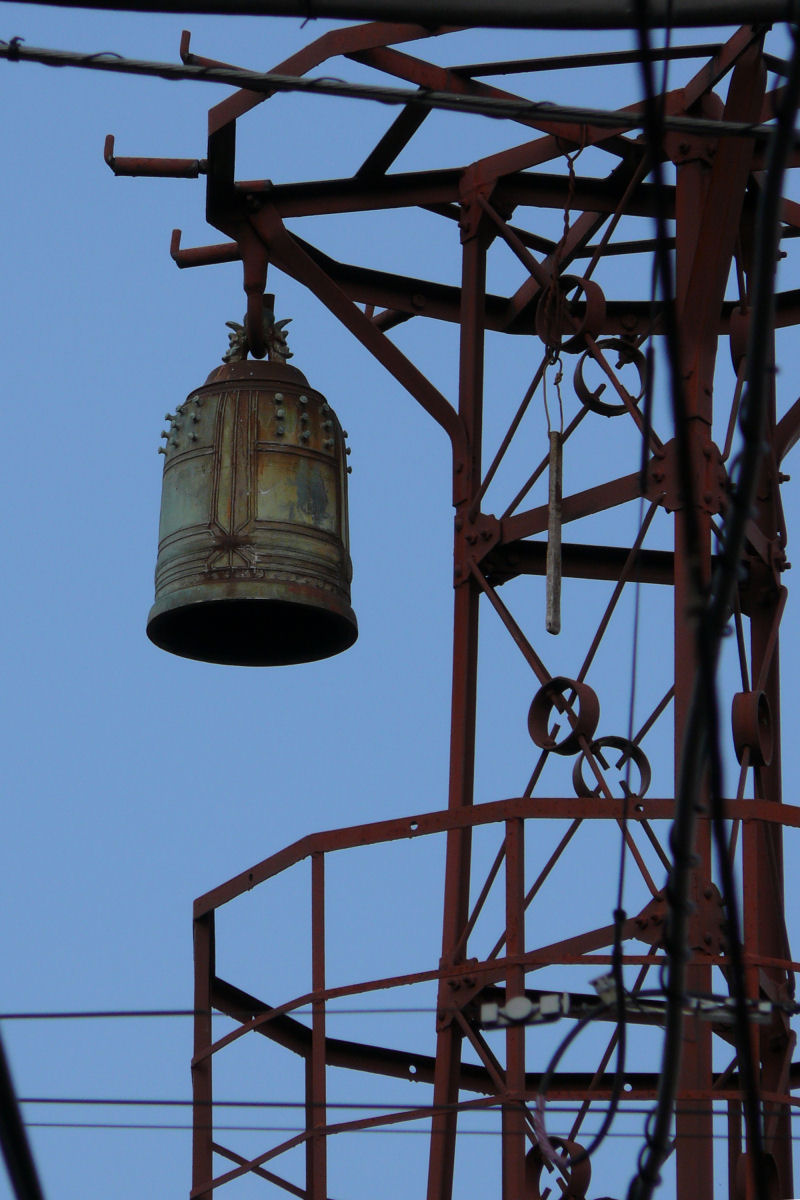
火の見櫓の上に設けられた半鐘

釣鐘（つりがね）は、鐘の一種で、日本・中国・朝鮮の様式で作られたものを言う。一般的には梵鐘を指すが、広義には半鐘なども含む総称である。
通常は青銅を鋳造して作られる。大きさから梵鐘・半鐘・喚鐘に分けられ、これらの分類については諸説あるが、概ね口径約30cm（1尺）以下のものが喚鐘、55cm～70cm以下のものが半鐘、半鐘より大型のものを梵鐘という。いずれも仏教寺院において用いられるが、半鐘については火災などの発生を知らせるために火の見櫓に設置されたもののほうが一般に知られている。
釣鐘を鳴らすには、撞木（しゅもく）と呼ばれる木製の道具を使い、これで外側から横面を叩いて鳴らす。撞木は、半鐘・喚鐘に使われるものはT字型をしているが、梵鐘に使われるものは吊り下げられた大きな棒である。